# IEM-1754
IEM-1754 — потенціал-залежний блокатор іонного каналу АМРА-рецептора; за механізмом дії є безконкурентним антагоністом. Демонструє різний ступінь селективності для різних підтипів рецептора: з кальцій-проникними АМРА-рецепторами (такими, в складі яких немає субодиниці GluR2) зв'язується набагато активніше, ніж з тими, де субодниця GluR2 наявна. Також здатний, певною мірою, блокувати іонні токи, генеровані NMDA-рецепторами. Менш активно, ніж IEM-1460, зв'язується з рецепторами при мембранних потенціалах клітини від −40 до −80 mV.